# Барон Ньюолл

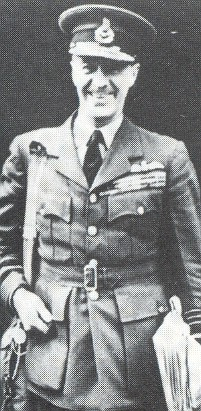
Сирил Ньюолл, 1-й барон Ньюолл (1886—1963)

Барон Ньюолл из Клифтон-апон-Дансомур в графстве Уорикшир — наследственный титул в системе Пэрства Соединённого королевства. Он был создан 18 июля 1946 года для маршала Королевских ВВС сэра Сирила Ньюолла (1886—1963). Он был начальником штаба ВВС в 1937—1940 годах и генерал-губернатором Новой Зеландии в 1941—1946 годах. По состоянию на 2024 год, носителем титула являлся его единственный сын, Фрэнсис Сторр Ньюолл, 2-й барон Ньюолл (род. 1930), который наследовал отцу в 1963 году.

## Бароны Ньюолл (1946)
- 1946—1963: Маршал Королевских ВВС Сирил Луис Нортон Ньюолл, 1-й барон Ньюолл (15 февраля 1886 — 30 ноября 1963), сын подполковника Уильяма Поттера Ньюолла[1];
- 1963 — настоящее время: Фрэнсис Сторер Итон Ньюолл, 2-й барон Ньюолл (род. 23 июня 1930), единственный сын предыдущего[2];
  - Наследник титула: достопочтенный Ричард Хью Итон Ньюолл (род. 19 февраля 1961), старший сын предыдущего[3];
    - Второй наследник: достопочтенный Дэвид Уильям Ньюолл (род. 2 июля 1963), младший брат предыдущего[4];
      - Третий наследник: Фердинанд Питер Ауэршперг Ньюолл (род. 1 ноября 2011), единственный сын предыдущего[5].